# Duniv, Busk
Duniv (în ucraineană Дунів) este un sat în comuna Novosilkî din raionul Busk, regiunea Liov, Ucraina.

## Demografie
Componența lingvistică a localității Duniv
     Ucraineană (100%)
Conform recensământului din 2001, toată populația localității Duniv era vorbitoare de ucraineană (100%).